# Sad Night Dynamite
Sad Night Dynamite est un duo britannique de musique électronique formé par Archie Blagden et Josh Greacen. Originaires de Glastonbury, en Angleterre, les deux membres se sont rencontrés à l'école et ont commencé à collaborer dès l'adolescence. Le groupe est reconnu pour son univers sonore éclectique mêlant electro, hip-hop, dub, psychédélisme et éléments cinématographiques, créant une atmosphère immersive et sombre.

## Histoire
Leur premier EP éponyme, Sad Night Dynamite, est sorti en 2021 et a immédiatement attiré l'attention de la critique pour sa production audacieuse et son esthétique unique. Le duo s'est rapidement distingué grâce à des morceaux comme Smoke Hole, Krunk et Icy Violence. En 2022, ils ont publié une deuxième mixtape, Volume II, qui marque une évolution vers des sons plus dynamiques tout en conservant leur approche expérimentale. Leur premier (et dernier) album Welcome the Night s'insrit dans un registre plus personnel tout en gardant une ambiance propre au groupe et une grande variété musicale.
L'esthétique du duo est caractérisé par plusieurs références mélangeant cinématographie et culture internet comme dans la bande annonce de Volume II, fortement inspirée des liminal spaces et de l'esthéthique « cursed ».
Sad Night Dynamite a collaboré avec plusieurs artistes, notamment Moonchild Sanelly sur Demon et le rappeur américain IDK. Ils ont également été repérés par des artistes influents comme Damon Albarn (Gorillaz), qui a cité leur travail parmi les plus novateurs de la scène émergente.

## Style musical et influences
Le style de Sad Night Dynamite se caractérise par une fusion de genres. Ils mélangent des beats électroniques lourds à des éléments de trip hop, de grime et de pop expérimentale. Leurs morceaux intègrent souvent des samples cinématographiques, des dialogues, et des ambiances sonores évoquant le thriller ou la dystopie.
Le groupe cite parmi ses influences : Gorillaz, Massive Attack, The Avalanches ou bien The Neptunes. Leur esthétique visuelle, très marquée, est souvent comparée à l’imagerie onirique et décalée de groupes comme Gorillaz ou Boards of Canada.

## Discographie

### EPs et mixtapes
- SND001 (2020) - EP
- Sad Night Dynamite (2021) - EP
- Volume II (2022) - Mixtape

### Albums
- Welcome the night (2024)

## Réception critique
Le duo a été salué pour sa capacité à créer des morceaux à la fois accessibles et profondément atmosphériques. Le magazine NME les a présentés comme "l'un des projets les plus intrigants du paysage post-pandémie", et The Guardian a décrit leur son comme "cinématographique, intense et fascinant".

## Séparation du groupe
Le 10 décembre 2024, la fin du groupe est annoncée sur leurs réseaux sociaux avec une vidéo nommée "Epilogue" dans laquelle une limousine blanche emblématique du groupe est détruite dans une casse automobile. Le duo se produira une dernière fois le 6 mars 2025 à l'Inrocks Festival à Paris.